# Abdoulaye Demba
Abdoulaye Demba (ur. 2 listopada 1976 w Antwerpii) – piłkarz malijski grający na pozycji napastnika.

## Kariera klubowa
Demba urodził się w Antwerpii w rodzinie pochodzenia malijskiego. Karierę piłkarską rozpoczął w klubie Beerschot VAC. W latach 1996–1998 grał w jego barwach w drugiej lidze belgijskiej. Następnie wyjechał do Zjednoczonych Emiratów Arabskich i przez 3 lata był zawodnikiem klubu Al-Khaleej Khor Fakkan. W latach 2001–2003 ponownie grał w Belgii, tym razem w klubie KV Oostende.
Na początku 2003 roku Demba odszedł z Oostende do Yeovil Town. Po pół roku występów w angielskiej Conference wrócił do Belgii i grał w Eendrachcie Aalst. W latach 2005–2006 był piłkarzem greckiego Ethnikosu Asteras. Następnie grał w Maroku w Ittihad Tanger, we francuskim Stade Lavallois i marokańskim Maghrebie Fez. Od 2009 roku pozostaje wolnym zawodnikiem.

## Kariera reprezentacyjna
W reprezentacji Mali Demba zadebiutował w 2004 roku. W 2004 roku został powołany do kadry na Puchar Narodów Afryki 2004, na którym Mali zajęło 4. miejsce. Tam rozegrał 3 spotkania: z Kenią (3:1), z Burkina Faso (3:1) i z Senegalem (1:1). W latach 2003–2006 wystąpił w 7 meczach kadry narodowej i strzelił jednego gola.